# Вильегас, Хосе (футболист)
Хосе Эфрен Вильегас Таварес (исп. José Efrén Villegas Tavares по произвищу Джамайкон (Jamaicón); 20 июня 1934, Ля-Экспериэнсия, Халиско — 24 декабря 2021) — мексиканский футболист, участник ЧМ-1958 и ЧМ-1962. Всю игровую карьеру играл за клуб «Гвадалахара», в составе которого суммарно выиграл 18 титулов. Его называют одним из лучших защитников в истории мексиканского футбола.

## Биография

### Клубная карьера
Вильегас присоединился к клубу «Гвадалахара» в 1953 году и играл за него 18 сезонов, за которые в составе этой команды выиграл 8 чемпионских титулов, 7 трофеев Чемпион чемпионов Мексики, Кубок чемпионов КОНКАКАФ 1962 года и 2 Кубка Мексики.

### Карьера в сборной
В составе сборной Мексики на чемпионате мира 1958 года сыграл в матче против сборной Швеции (0:3). Через четыре года на чемпионате мира 1962 года сыграл в матче против сборной Бразилии (0:2). Всего за сборную Мексики сыграл 6 матчей и не забил ни одного гола.

### «Синдром Джамайкона»
Перед чемпионатом мира 1958 года, находясь в Лиссабоне, Вильегас не пришёл на командный ужин. Когда его отыскали, он ходил по номеру гостиницы и объяснил, что «тоскует по своей родине и семье». С тех пор, как сообщается, когда мексиканцы находятся за границей и скучают по родине, это называется «синдромом Джамайкона».

### Смерть
Скончался 24 декабря 2021 года в возрасте 87 лет.

## Достижения
«Гвадалахара»
- Чемпион Мексики (8): 1956/57, 1958/59, 1959/60, 1960/61, 1961/62, 1963/64, 1964/65, 1969/70
- Обладатель Кубка Мексики (2): 1963, 1970
- Обладатель Чемпион чемпионов Мексики (7): 1957, 1959, 1960, 1961, 1964, 1965, 1970
- Обладатель Кубка чемпионов КОНКАКАФ (1): 1962